# Stabilimenti Farina
Ej att förväxla med Pininfarina.

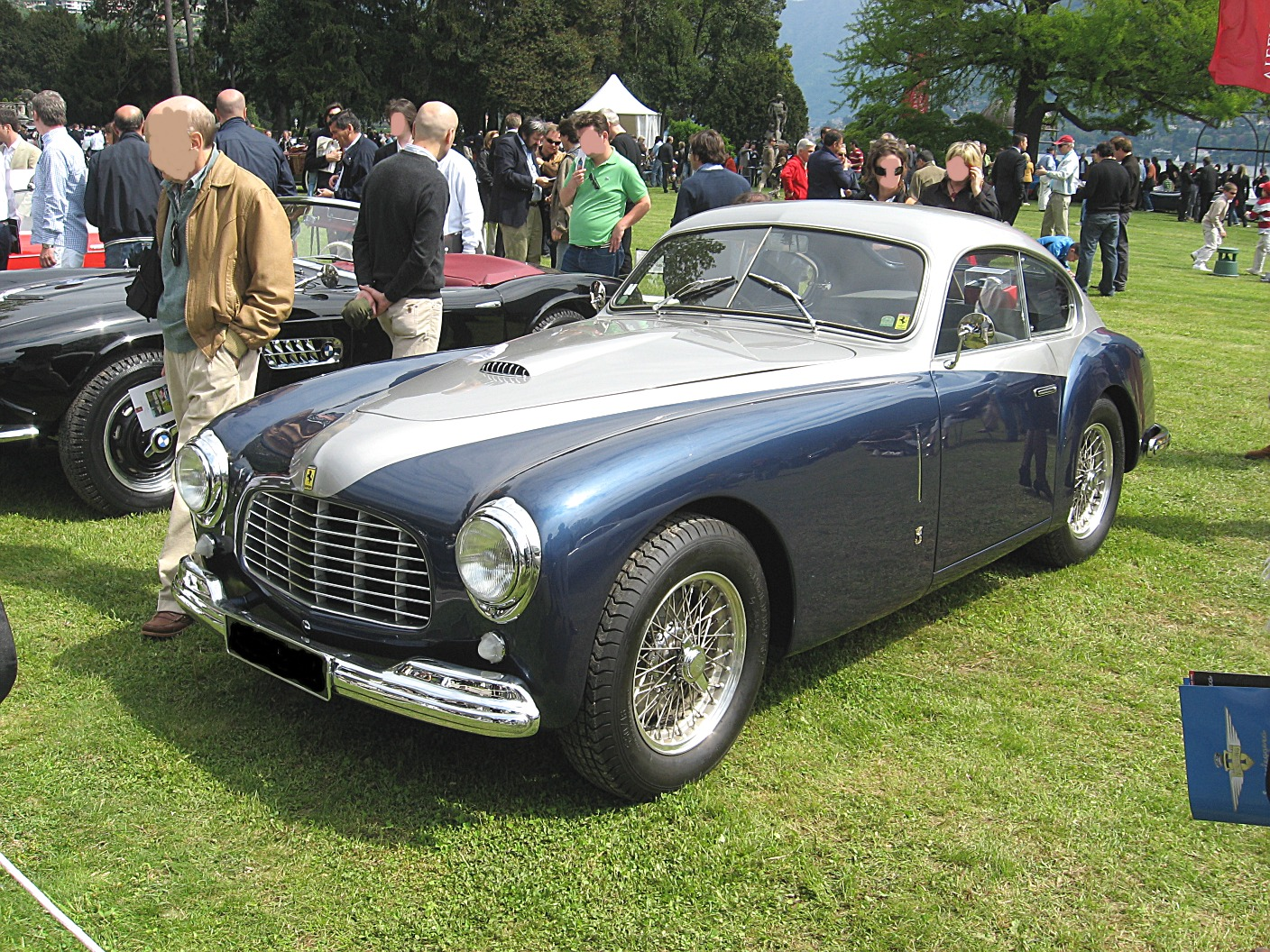
Ferrari 166 Inter 1949 med Farina-kaross.

Stabilimenti Industriali Giovanni Farina var en italiensk karossmakare med verksamhet i Turin.
Giovanni Farina, äldre bror till Battista Farina och far till förste formel 1-mästaren Nino Farina, hade startat en verkstad i Turin strax efter sekelskiftet 1900. Senare utökade han verksamheten med att bygga bilkarosser. Här lärde sig brodern Battista, även kallad ”Pinin”, yrket, innan han startade sitt eget företag Pininfarina.
Under första världskriget ställde företaget om produktionen för den italienska krigsinsatsen och tillverkade bland annat flygplan. Under mellankrigstiden byggde man karosser till de stora italienska tillverkarna, som Fiat, Lancia, Itala, Isotta Fraschini och Alfa Romeo.
Efter andra världskriget byggdes karosser till de nya sportbilsmärkena, som Maserati och Ferrari, men Stabilimenti Farina konkurrerades snart ut av yngre förmågor. Företaget stängde portarna för gott 1953, fyra år innan Giovanni Farina gick bort.